# Vaaren
Vaaren ("Primavera", no Brasil e em Portugal) é um romance da escritora norueguesa e ganhadora no Prêmio Nobel de Literatura de 1928, Sigrid Undset, publicado pela primeira vez em 1914. . O livro foi bastante elogiado, sendo sucesso de vendas ainda no ano de lançamento.
A historiadora literária Liv Bliksrud comenta que o romance  "está entre os mais instrutivos e moralizantes de Undset", com sua forte ênfase no significado do matrimônio. 

## Trama
O romance centra-se na história do relacionamento entre Torkild e Rosa Weber, desde a infância até a vida matrimonial, e é dividido em duas partes:
A primeira narra sobre infância dos dois e suas respectivas famílias. Torkild nutre um amor não correspondido por Rosa, que, após perder a mãe, encontra-se sozinha no mundo. A família de Torkild também já passou por situação semelhante, e, agora, com o retorno do irmão mais velho, Axel, que há muito tempo se encontrava ausente da casa dos pais, é chegado o momento de reviveram fantasmas do passado.
A segunda parte é centrada no casamento dos protagonistas que, aparentemente parece fruir tranquilamente, até a morte do filho recém-nascido. O casamento de Torkild e Rosa entra em colapso e ambos precisam de muita sabedoria para aprenderem a lidar com a situação.